# Premis 31 de Desembre
Els premis 31 de Desembre són uns premis atorgats des de l'any 1987 per l'Obra Cultural Balear a persones o associacions en reconeixement de la seva labor en defensa i promoció de la llengua i la cultura catalanes a les Illes Balears. El jurat està conformat per persones de prestigi de l'àmbit balear.
Els guardons reben aquest nom com a record del 31 de desembre de 1229, dia en què les tropes del Rei en Jaume entraren a la ciutat de Mallorca. S'entreguen anualment pels volts de final d'any a Palma en una gran festa anomenada Nit de la Cultura. S'obsequia cada guardonat amb una reproducció d'una escultura de Pere Pavia (1927-2020) que representa les quatre barres de la Corona d'Aragó entrellaçades.
Es distingeixen diverses modalitats del premi. Cadascun d'ells duu el nom d'un insigne mallorquí:
- Premi Francesc de Borja Moll: Destinat a premiar una entitat, empresa o organisme públic o privat que hagi destacat a les Illes Balears per la seva dedicació a la normalització de la llengua, la cultura o la identitat nacional.
- Premi Josep Maria Llompart: Destinat a premiar una persona que s'hagi distingit a les Illes Balears per la seva dedicació a la normalització de la llengua, la cultura o la identitat nacional.
- Premi Emili Darder: Destinat a premiar una iniciativa, experiència o trajectòria personal en el camp de l'educació, l'ensenyament o el lleure i, d'una manera especial, les que tendeixen a fomentar l'ús del català en àmbits educatius formals o no formals.
- Premi Bartomeu Oliver: Destinat a premiar una iniciativa cívica de dinamització cultural, de recuperació lingüística, de revaloració de la cultura popular, etc. També es podrà prendre en consideració un treball que contribueixi a la recerca o a un millor coneixement de l'àmbit en qüestió.
- Premi Miquel dels Sants Oliver: Destinat a premiar un treball editat durant el període comprès entre la convocatòria dels premis de l'any anterior i la present i que té com a objecte d'estudi qualsevol de les Illes Balears.
- Premi Bartomeu Rosselló-Pòrcel: Destinat a premiar una persona o un col·lectiu jove que hagi excel·lit en el camp de la investigació, la creació o la dinamització cultural.
- Premi Gabriel Alomar i Villalonga: La Junta Directiva de l'OCB, oït el jurat, concedeix aquest premi destinat a reconèixer les aportacions cíviques, culturals i lingüístiques promogudes o protagonitzades per persones o entitats en el conjunt dels territoris de parla catalana.
- Premi Aina Moll i Marquès: Destinat a premiar una persona o entitat que s'hagi distingit per dur a terme, des del voluntariat, activitats de promoció, difusió o prestigi de la llengua catalana a qualsevol indret del seu domini lingüístic.
- Premi Climent Garau: Destinat a premiar les persones o projectes que des de l'àmbit de la comunicació contribueixen a l'ús social de la llengua catalana. El premi és un reconeixement tant a la trajectòria com a la innovació de mitjans de comunicació, productores, programes, professionals, creadors de contingut, plataformes de difusió, etc.

## Llista de guardonats
| Edició  | Any  | Francesc de Borja Moll                               | Josep Maria Llompart                               | Emili Darder | Bartomeu Oliver                                                 | Miquel dels Sants Oliver | Bartomeu Rosselló-Pòrcel                                                                    | Gabriel Alomar i Villalonga                                                                          | Aina Moll i Marquès                                                                | Climent Garau |
| ------- | ---- | ---------------------------------------------------- | -------------------------------------------------- | --- | --------------------------------------------------------------- | --- | ------------------------------------------------------------------------------------------- | --- | ---------------------------------------------------------------------------------- | ------------- |
| I       | 1987 | Associació de la Premsa Forana de Mallorca           | No convocat                                        | Moviment d'Escoles Mallorquines | Miquel Àngel Riera i Nadal                                      | Enciclopèdia de Menorca | Margalida Pons i Jaume                                                                      | Mallorca, ara de la Fundació Emili Darder                                                            | No convocat                                                                        | No convocat   |
| II      | 1988 | Grup Balear d'Ornitologia i Defensa de la Naturalesa | No convocat                                        | Escola Municipal de Mallorquí de Manacor | Josep Antoni Grimalt i Gomila                                   | No convocat | No convocat                                                                                 | Bases per a la planificació de l'acció social a Mallorca de l'Escola Universitària de Treball Social | No convocat                                                                        | No convocat   |
| III     | 1989 | Josep Massot i Muntaner                              | No convocat                                        | Associació Illenca per a la Renovació Educativa                                                                                                   | Federació d'Associacions de Veïns de Palma                      | Obres selectes de Ramon Llull edició d'Antoni Bonner | Miquel Cardell Santandreu                                                                   | De la terra a la taula Col·legi Públic Ses Salines                                                   | No convocat                                                                        | No convocat   |
| IV      | 1990 | Institut d'Estudis Eivissencs                        | No convocat                                        | Sindicat de Treballadors de l'Ensenyament de les Illes                                                                                            | Damià Pons Pons                                                 | El mallorquinisme polític (1840-1936) de Gregori Mir | Miquel Bezares Portell                                                                      | Maria del Mar Bonet Verdaguer                                                                        | No convocat                                                                        | No convocat   |
| V       | 1991 | Baltasar Darder Sansó                                | No convocat                                        | Grups d'Esplai de les Illes | Federació de Corals de Mallorca                                 | La iarda mallorquina de Nicolau S. Cañellas i Serrano | Jaume Falconer Perelló                                                                      | Cosme Aguiló Adrover                                                                                 | No convocat                                                                        | No convocat   |
| VI      | 1992 | Moviment Escolta i Guiatge de Mallorca               | No convocat                                        | Seminari de didàctica del català ICE-CENC | Quaderns de Folklore                                            | Els partits polítics davant el caciquisme i la qüestió nacional (1917-1923) d'Isabel Peñarrubia Marquès                                                                     | Maria de la Pau Janer Mulet                                                                 | Un horitzó per a la llengua d'Isidor Marí Mayans                                                     | No convocat                                                                        | No convocat   |
| VII     | 1993 | Lluc                                                 | Miquel Colom Mateu                                 | Col·legi Pius XII | Iguana Teatre                                                   | Els camins i les imatges de l'Arxiduc ahir i avui de Joan Marí Cardona | Gabriel Thomàs Rosselló                                                                     | Òscar Ribas i Reig, cap de govern d'Andorra                                                          | No convocat                                                                        | No convocat   |
| VIII    | 1994 | Museu Balear de Ciències Naturals de Sóller          | Miquel Gayà Sitjar                                 | Moviment de Renovació Pedagògica de Menorca | Neus Garcia Inyesta i Guillem Oliver Suñer                      | El moviment catòlic a Mallorca (1875-1912) de Pere Fullana i Puigserver | Antoni Marimon Riutort                                                                      | El Temps                                                                                             | Joves de Mallorca per la Llengua, Ateneu 31 de Desembre i Alternativa per Mallorca | No convocat   |
| IX      | 1995 | Editorial Moll                                       | Andreu Murillo Tudurí                              | Joan Baptista Lacomba i Garcia | Uc                                                              | La raó i el meu dret. Biografia de Llorenç Villalonga de Jaume Pomar i Llambias                                                                                             | David Ginard Féron                                                                          | Institut Interuniversitari Joan Lluís Vives                                                          | No convocat                                                                        | No convocat   |
| X       | 1996 | Grup Blanquerna                                      | Josefina Salord Ripoll                             | Escola d'estiu de Mallorca | Agrupació Cultural de Porreres                                  | Estudis de literatura medieval i moderna de Jaume Vidal Alcover | Sebastià Alzamora Martín                                                                    | Diari de Balears                                                                                     | No convocat                                                                        | No convocat   |
| XI      | 1997 | Societat Arqueològica Lul·liana                      | Joan Veny i Clar                                   | Joan Melià i Garí | Els Valldemossa                                                 | Antoni Febrer i Cardona, un humorista il·lustrat a Menorca (1761-1941) i L'obra gramatical d'Antoni Febrer i Cardona, de Maria Paredes i Baulida i Jordi Ginebra i Serrabou | Josep Ramon Cerdà i Mas                                                                     | Josep Melià Pericàs                                                                                  | No convocat                                                                        | No convocat   |
| XII     | 1998 | Edicions Nura                                        | Antoni Martorell i Miralles                        | Trobada d'Escoles d'Eivissa | Associació Sollerica de Cultura Popular                         | Les Balears en venda de Joan Seguí | Miquel Àngel Casasnovas - Joves de Mallorca per la Llengua                                  | Gran Enciclopèdia de Mallorca                                                                        | No convocat                                                                        | No convocat   |
| XIII    | 1999 | Acadèmia de Ciències Mèdiques                        | Maria Ferret                                       | Encontre de Teatre en Català a l'Ensenyament Secundari                                                                                            | Antoni Torrens i Gost                                           | Correspondència de Joan Mascaró de Gregori Mir |                                                                                             | Universitat de València (5è aniversari)                                                              | No convocat                                                                        | No convocat   |
| XIV     | 2000 | Societat d'Història Natural de les Balears           | Felip Cirer i Costa                                | Antoni Ballester | Biel Majoral                                                    | L'artista en el seu paradís de Toni Catany i Menorca, tot just ahir de Toni Vidal                                                                                           | Josep Melià Ques                                                                            | Vilaweb                                                                                              | No convocat                                                                        | No convocat   |
| XV      | 2001 | Joan Pons i Álvarez                                  | Pere Joan Llabrés i Martorell                      | Gaspar Valero Martí | Joan Barceló i Bauçà                                            | Història del ceixement econòmica a Mallorca, 1700-2000 de Carles Manera | Antònia Font                                                                                | Joan Company Florit                                                                                  | No convocat                                                                        | No convocat   |
| XVI     | 2002 | Grup Excursionista de Mallorca                       | Antoni Parera Fons                                 | Associació Es Canonge de Santa Cirga |                                                                 | Agustí Villaronga |                                                                                             | Avui                                                                                                 | No convocat                                                                        | No convocat   |
| XVII    | 2003 | Produccions Blau                                     | Pilar Perea Sabater                                | Llança-t'hi, a parlar en català! | Gabriel Mayans Femenies i Josep Estelrich Costa                 | | Pere Antoni Pons i Tortella                                                                 | Vicenç Villatoro                                                                                     | Antònia Serrano i Paula Fluxà Garcías                                              | No convocat   |
| XVIII   | 2004 | Empresa Roldan Oficines i Despatxos                  | Centre territorial de TVE                          | Pilar Benejam | Joan Bibiloni                                                   | Maria Antònia Oliver | Nou Romancer                                                                                | Escola Valenciana                                                                                    | No convocat                                                                        | No convocat   |
| XIX     | 2005 | Postres Tudurí                                       | Missioners dels Sagrats Cors de Randa              | Joan Sans Mercadal | Fira de Teatre de Manacor                                       | Esclaus i catalans d'Antoni Mas i Forners | Mateu Matas Ordinas                                                                         | Joan Francesc Mira                                                                                   | Coloma Julià Adrover                                                               | No convocat   |
| XX      | 2006 | Llibreria Quart Creixent                             | Sebastià Trias Mercant                             | Joan Pere Le Bihan, impulsor de La Bressola | Comissió de Festes de Santa Maria de Formentera                 | Diccionari del teatre de les Illes Balears, coordinat per Joan Mas i Vives, i Països catalans en plural, editat per Damià Pons i Pons                                       | Joan Amer Fernández, autor de la tesi Turisme i política. L'empresariat hoteler de Mallorca | Escola Mata de Jonc                                                                                  | No convocat                                                                        | No convocat   |
| XXI     | 2007 | Cercle Artístic de Ciutadella                        | Ramon Rosselló i Vaquer                            | Col·legi Públic Gabriel Alzamora | Soca de Mots                                                    | Formentera. En les teves mans i Cantata Rua Fosca | Consell de Joventut de les Illes Balears                                                    | Guillem Frontera i Pascual                                                                           | Plataforma Calvià per la Llengua i Madiop Diagne                                   | No convocat   |
| XXII    | 2008 | Fundació Musical ACA (Àrea de Creació Acústica)      | Josep Miquel Vidal                                 | Gabriel Ensenyat | Quaderns d'Història Contemporània de les Balears                | Memòria i oblit d'una guerra | Melcior Comes                                                                               | Miquel Barceló                                                                                       | Antònia Maria Mulet i Catalina Martorell                                           | No convocat   |
| XXIII   | 2009 | Institut Menorquí d'Estudis                          | Orquestra de Joves Intèrprets dels Països Catalans | Associació 8 d'Agost | Alexandre Ballester                                             | La indumentària menorquina del segle XVIII de Damià Bosch, Anna Serra i Rut Mont                                                                                            | Jaume C. Pons Alorda                                                                        | Festival de Poesia de la Mediterrània                                                                | Teatre Principal de Maó, Pere A. Serra i IB3 Televisió                             | No convocat   |
| XXIV    | 2010 | Fundació Teatre del Mar                              | Guillem López Casasnovas                           | Baltasar Bibiloni i Llabrés | Aires Formenterencs                                             | Dones de pagesa: els treballs i els dies de Vicent Marí Tur | Llucia Ramis i Laloux                                                                       | Gabriel Fiol i Gomila                                                                                | No convocat                                                                        | No convocat   |
| XXV     | 2011 | Gremi d'Editors de les Illes Balears                 | Miquel Duran i Ordinyana                           | Catalina Moner i Mora | Aires Sollerics                                                 | El crepuscle dels estels, programa d'IB3 Ràdio | Jaume Garau i Taberner                                                                      | Club Super3                                                                                          | Maria Àngela Melis                                                                 | No convocat   |
| XXVI    | 2012 | Associació Bany-Al-Bahar                             | Cels Calviño Andreu                                | Enllaçats pel català, Assemblea de mestres i professors en català, Plataforma Crida i Federació d'Associacions de pares i mares de Mallorca       | Antoni Gomila                                                   | Diccionari de partits polítics de les Illes Balears (1900-2008) d'Antoni Marimón i Sebastià Serra (dirs.)                                                                   | Francesc Vicens i Vidal                                                                     | Obrint Pas                                                                                           | Martí Gasull (Plataforma per la llengua)                                           | No convocat   |
| XXVII   | 2013 | Viquipèdia                                           | Tomeu Martí i Florit                               | Escola de Música Ireneu Segarra de Palma | Sarau Alcudienc                                                 | Gabriel Bibiloni i Canyelles | Jaume Miró i Adrover                                                                        | Assemblea de Docents de les Illes Balears                                                            | David Pagès i Cassú                                                                | No convocat   |
| XXVIII  | 2014 | S'Altra Senalla                                      | Francesc Riera Solivellas                          | Joan Moll i Marquès | Associació Cultural Musical Pere Josep Cañellas                 | Contraban, corrupció i estraperlo a Mallorca (1939-1975) de Pere Ferrer Guasp                                                                                               | Xítxeros amb empenta                                                                        | Editorial Bromera                                                                                    | Miquel Ripoll Rutllan                                                              | No convocat   |
| XXIX    | 2015 | Comissió Cívica Tricentenari 1715-2015               | Gabriel Barceló i Bover                            | Orfeó l'Harpa d'Inca | Projecte "Fabricantes de Bunyola"                               | I si passa, què ens passa de l'Editorial Arrela | Taverners                                                                                   | Revista Enderrock                                                                                    | Jaume Fuster i Alzina                                                              | No convocat   |
| XXX     | 2016 | Al-Mayurqa                                           | Antònia Vicens                                     | Joana Maria Palou | Associació Memòria de Mallorca                                  | Rebosteria tradicional de Mallorca de Bartomeu Arbona | Lucia Pietrelli                                                                             | Ràdio Arrels                                                                                         | Biel Massot i Muntaner                                                             | No convocat   |
| XXXI    | 2017 | Setmanari El Iris                                    | Maria Barceló Crespí                               | Magisteri Teatre - Mag Poesia | Jaume Llabrés i Aina Pascual                                    | Somnis compartits. La identitat mallorquina a debat de Joan Pau Jordà Sánchez, Joan Colom Ramis i Gabriel Mayol Arbona                                                      | Joana Gomila i Sansó                                                                        | Jordi Cuixart i Navarro i Jordi Sànchez i Picanyol                                                   | Maria Magdalena Gelabert-Miró                                                      | No convocat   |
| XXXII   | 2018 | Club Scrabble Eivissa                                | Antoni Bibiloni Riera                              | Ca s'Artiller | Alícia Sintes Oliver                                            | Mai neva a Ciutat | Laura Gost                                                                                  | Txarango                                                                                             | Pere Orpí Ferrer                                                                   | No convocat   |
| XXXIII  | 2019 | Ona Mediterrània                                     | Joan Francesc López Casasnovas i Bernat Joan Marí  | FILMCLUB | Circ Bover                                                      | Corpus de fraseologia de les Illes Balears de Bàrbara Sagrera Antich | Clara Fiol                                                                                  | Pere Pascual                                                                                         | Gregori Negre i Bover                                                              | No convocat   |
| XXXIV   | 2020 | Fundació Guillem Cifre de Colonya                    | Lluís Llach                                        | Pascual Calbó i Caldés. Obra científica. Vol I tractats de matemàtiques pures, dirigit per Antoni Roca Rosell, Josefina Salord, Joan-Lluís Torres | Associació d'Amics del Poble Sahrauí de les Illes Balears       | L'espanyolització de Mallorca, de Pere Salas i Vives | Salvatge Cor i Rels                                                                         | Unitat d’Animació de la Universitat de les Illes Balears                                             | Vicent Jeroni                                                                      | No convocat   |
| XXXV    | 2021 | SOS Sargantanes                                      | Rafel Horrach i Llabrés                            | Teatre Sans | Maria Josep Cànaves Bertos                                      | Els Norats de Mateu Morro | Maria Margalida Perelló                                                                     | Lleonard Muntaner Editor                                                                             | Espai Mallorca                                                                     | No convocat   |
| XXXVI   | 2022 | Música Nostra                                        | Margalida Solivellas Lladó                         | Filmin | Fiet, la Fira de Teatre Infantil i Juvenil de les Illes Balears | Aplec de Rondalles Mallorquines d'En Jordi d'es Racó | Júlia Colom                                                                                 | Eulàlia Duran i Grau                                                                                 | Confraria Muchal Foundation                                                        | No convocat   |
| XXXVII  | 2023 | Ràdio Nacional d'Espanya a les Illes Balears         | Damià Ferrà-Ponç                                   | Anuari de l'Educació de les Illes Balears | Programa Téntol, d'IB3                                          | Calendari Folklòric de Mallorca | Mar Grimalt                                                                                 | Bartomeu Colom Pastor                                                                                | Cucorba                                                                            | Cineciutat    |
| XXXVIII | 2024 | Agromart                                             | Lleonard Muntaner i Mariano                        | Miquel Sbert i Garau | La Fornal                                                       | El llindar de la modernitat: Mallorca a la tardor medieval i al renaixement (1412-1598) de Rafel Ramis (coord.)                                                             | Maria Hein Puig                                                                             | Eliseu Climent                                                                                       | Josep Lluís Pol i Llompart                                                         | Ara Balears   |